# Бедин (Черниговская область)
Бедин (укр. Бідин) — село в Нежинском районе Черниговской области Украины. Население 31 человек. Занимает площадь 0,02 км².
Код КОАТУУ: 7423380402. Почтовый индекс: 16653. Телефонный код: +380 4631.

## Власть
Орган местного самоуправления — Безугловский сельский совет. Почтовый адрес: 16652, Черниговская обл., Нежинский р-н, с. Безугловка, ул. Горького, 60а.